# Unione dei comuni delle Valli Nervia e Roja
L'Unione dei comuni delle Valli Nervia e Roja è un'unione di comuni della Liguria, in provincia di Imperia, formata dai comuni di Airole, Apricale, Castel Vittorio, Dolceacqua, Isolabona, Olivetta San Michele, Pigna e Rocchetta Nervina.

## Storia
L'unione è nata con atto costitutivo del 20 gennaio 2015, firmato nel municipio di Dolceacqua dagli otto rappresentanti locali dei territori della val Nervia e della val Roja.
L'ente locale ha sede a Dolceacqua. Il primo presidente dell'Unione, eletto il 16 aprile 2015 nella prima seduta del Consiglio, è Fulvio Gazzola (sindaco di Dolceacqua).

## Descrizione
L'unione dei comuni comprende una parte del territorio del torrente Nervia - i comuni di Apricale, Castel Vittorio, Dolceacqua, Isolabona, Pigna e Rocchetta Nervina - e la zona geografica attraversata dal fiume Roja nei comuni di Airole e Olivetta San Michele.
Per statuto l'Unione si occupa di questi servizi:
- organizzazione generale dell'amministrazione, gestione finanziaria e contabile e controllo;
- organizzazione dei servizi pubblici di interesse generale di ambito comunale;
- catasto;
- la pianificazione urbanistica ed edilizia di ambito comunale nonché la partecipazione alla pianificazione territoriale di livello sovra comunale;
- attività, in ambito comunale, di pianificazione di protezione civile e di coordinamento dei primi soccorsi;
- organizzazione e gestione dei rifiuti e la riscossione dei relativi tributi;
- progettazione e gestione del sistema locale dei servizi sociali ed erogazione delle relative prestazioni ai cittadini;
- edilizia scolastica, organizzazione e gestione dei servizi scolastici;
- polizia municipale e polizia amministrativa locale.

## Amministrazione
| Periodo        | Periodo   | Primo cittadino | Partito               | Carica                               | Note |
| -------------- | --------- | --------------- | --------------------- | ------------------------------------ | ---- |
| 16 aprile 2015 | in carica | Fulvio Gazzola  | sindaco di Dolceacqua | presidente del Consiglio dell'Unione |      |